# Åby Stora Pris
Groupe I
L'Åby Stora Pris est une course hippique de trot attelé se déroulant au mois d'août sur l'hippodrome d'Åby, à Göteborg, en Suède.
C'est une course internationale de Groupe I réservée aux chevaux de 4 ans et plus. C'était aussi une étape du Grand Circuit européen de trot avant sa suppression en 2012.

## Conditions
Les conditions de l'épreuve ont évolué au fil du temps. Jusqu'en 2005, la course était disputée sur 2 140 mètres. De 2005 à 2017, l'épreuve se divise en deux ou trois courses de 1 640 mètres, départ à l'autostart, comme le Championnat européen de Cesena : deux batteries qualificatives et une éventuelle finale. Il y a huit chevaux au départ de la première course qualificative, et les mêmes chevaux se retrouvent dans un ordre de départ inversé dans une seconde manche. Le premier de chaque manche est qualifié pour une finale à deux qui n'a lieu que si le vainqueur des deux manches n'est pas le même, qui sinon est désigné vainqueur de l'épreuve. À partir de 2018, l'épreuve revient à une formule classique, une seule course, sur 3 140 mètres.
En 2023, l'allocation s'élève à 2 845 000 SEK (environ 240 250 €) dont 1 500 000 SEK pour le vainqueur. L'allocation a été baissée à partir de 2021 dans le but de transformer tous les quatre ans (à partir de 2024) la course en une course prestigieuse alors baptisée Åby World Grand Prix et dont la somme allouée au vainqueur doit être la plus importante au monde. L'édition 2024 est ainsi dotée de 10 200 000 SEK, soit environ 887 300 €.

## Palmarès depuis 1972
| Année | Vainqueur            | S/A                  | Pays                 | Père                 | Driver                | Deuxième             | Troisième            | Distance | Réd.km |
| ----- | -------------------- | -------------------- | -------------------- | -------------------- | --------------------- | -------------------- | -------------------- | -------- | ------ |
| 2024  | Horsy Dream          | M.7                  | France               | Scipion du Goutier   | Pierre Belloche       | Francesco Zet        | High on Pepper       | 3 140 m  | 1'12"  |
| 2023  | Admiral As           | H.7                  | Italie               | Ready Cash           | Örjan Kihlström       | Bengurion Jet        | Power                | 3 140 m  | 1'12"5 |
| 2022  | Moni Viking          | M.9                  | Norvège              | Maharajah            | Björn Goop            | Hail Mary            | Oracle Tile          | 3 140 m  | 1'12"5 |
| 2021  | Milligan's School    | M.8                  | États-Unis           | Yankee Glide         | Ulf Eriksson          | Zarenne Fas          | Mindyourvalue        | 3 140 m  | 1'11"8 |
| 2020  | Moni Viking          | M.7                  | Norvège              | Maharajah            | Björn Goop            | Who's Who            | Cyber Lane           | 3 140 m  | 1'12"4 |
| 2019  | Makethemark          | M.6                  | Suède                | Maharajah            | Ulf Ohlsson           | Milligan's School    | Reckless             | 3 140 m  | 1'13"  |
| 2018  | Readly Express       | M.6                  | Suède                | Ready Cash           | Jorma Kontio          | Reckless             | Sorbet               | 3 140 m  | 1'13"2 |
| 2017  | Midnight Hour        | H.6                  | Finlande             | Diesel Don           | Iikka Nurmonen        | Muscle Hustle        |                      | 1 640 m  | 1'16"9 |
| 2016  | Un Mec d'Héripré     | M.8                  | France               | Orlando Vici         | Björn Goop            | Propulsion           |                      | 1 640 m  | 1'11"  |
| 2015  | Support Justice      | M.6                  | Norvège              | Kadabra              | Geir-Vegard Gundersen | Västerbo Highflyer   |                      | 1 640 m  | 1'11"6 |
| 2014  | Commander Crowe      | H.11                 | Suède                | Juliano Star         | Örjan Kihlström       | Quid Pro Quo         |                      | 1 640 m  | 1'12"1 |
| 2013  | Sebastian K.         | M.7                  | Suède                | Korean               | Jorma Kontio          | Save the Quick       |                      | 1 640 m  | 1'11"5 |
| 2012  | Sebastian K.         | M.6                  | Suède                | Korean               | Åke Svanstedt         | (pas de finale)      |                      | 1 640 m  |        |
| 2011  | Rapide Lebel         | H.6                  | France               | Ginger Somolli       | Éric Raffin           | (pas de finale)      |                      | 1 640 m  |        |
| 2010  | Lisa America (it)    | F.5                  | Italie               | Varenne              | Torbjörn Jansson      | (pas de finale)      |                      | 1 640 m  |        |
| 2009  | Torvald Palema (sv)  | M.8                  | Suède                | Alf Palema           | Åke Svanstedt         | (pas de finale)      |                      | 1 640 m  |        |
| 2008  | Garland Cronos       | H.5                  | Italie               | Viking Kronos        | Lutfi Kolgjini        | L'Amiral Mauzun      |                      | 1 640 m  | 1'13"1 |
| 2007  | Giant Superman       | H.8                  | Suède                | Giant Force          | Fredrik B Larsson     | Oiseau de Feux       |                      | 1 640 m  | 1'13"5 |
| 2006  | Red Chili Pirat      | M.7                  | Suède                | Giant Chill          | Örjan Kihlström       | (pas de finale)      |                      | 1 640 m  |        |
| 2005  | Gidde Palema         | M.10                 | Suède                | Alf Palema           | Åke Svanstedt         | Steinlager           |                      | 1 640 m  | 1'13"3 |
| 2004  | Steinlager           | M.6                  | Norvège              | Good As Gold         | Per Oleg Midtfjeld    | Infant du Bossis     | Giant Superman       | 2 140 m  | 1'13"5 |
| 2003  | Gidde Palema         | M.8                  | Suède                | Alf Palema           | Åke Svanstedt         | Couch Doctor         | Scarlet Knight       | 2 140 m  | 1'12"1 |
| 2002  | Victory Tilly        | H.7                  | Suède                | Quick Pay            | Stig H. Johansson     | Legendary Lover K.   | Étain Royal          | 2 140 m  | 1'13"5 |
| 2001  | Etain Royal (sv)     | H.9                  | Suède                | Ulf d'Ombrée         | Jorma Kontio          | Com Hector           | Victory Tilly        | 2 140 m  | 1'13"1 |
| 2000  | Victory Tilly        | H.5                  | Suède                | Quick Pay            | Stig H. Johansson     | Frisky Frazer        | Gidde Palema         | 2 140 m  | 1'13"3 |
| 1999  | Général du Pommeau   | M.5                  | France               | Sébrazac             | Jules Lepennetier     | Edu's Speedy         | Rite On Line         | 2 140 m  | 1'14"4 |
| 1998  | Rite On Line         | M.7                  | Norvège              | Supergill            | Atle Hamre            | Ezira Josselyn       | Zoogin               | 2 140 m  | 1'14"3 |
| 1997  | Gentle Star          | M.5                  | Norvège              | Speedy Tomali        | Gunleif Tollefsen     | Rite On Line         | Zoogin               | 2 140 m  | 1'15"  |
| 1996  | Zoogin               | M.7                  | Suède                | Zoot Suit            | Åke Svanstedt         | His Majesty          | Abo Volo             | 2 140 m  | 1'14"3 |
| 1995  | Zoogin               | M.6                  | Suède                | Zoot Suit            | Åke Svanstedt         | Copiad               | His Majesty          | 2 140 m  | 1'13"6 |
| 1994  | Houston Laukko (fi)  | M.6                  | Finlande             | Choctaw Brave        | Jorma Kontio          | Copiad               | Sea Cove             | 2 140 m  | 1'13"8 |
| 1993  | Queen L              | F.7                  | Suède                | Crowntron            | Stig H. Johansson     | Sea Cove             | Nordin Hanover       | 2 140 m  | 1'13"2 |
| 1992  | Sea Cove             | M.6                  | Canada               | Bonefish             | Jos Verbeeck          | Kosar                | Somollison           | 2 140 m  | 1'14"5 |
| 1991  | Prince Mystic        | M.5                  | États-Unis           | Mystic Park          | Atle Hamre            | Peace Corps          | Nordin Hanover       | 2 140 m  | 1'14"  |
| 1990  | Rêve d'Udon          | M.7                  | France               | Éjakval              | Yves Dreux            | Jet Ribb             | Red Rhone            | 2 140 m  | 1'14"  |
| 1989  | Quellou              | H.7                  | France               | Bellouet             | Pierre Levesque       | Napoletano           | Lord Quick           | 2 140 m  | 1'14"9 |
| 1988  | Ourasi               | M.8                  | France               | Greyhound            | Jean-René Gougeon     | Sugarcane Hanover    | Napoletano           | 2 140 m  | 1'14"5 |
| 1987  | Jet Ribb             | H.5                  | Suède                | Count's Pride        | Hans G. Eriksson      | Big Spender          | Grades Singing       | 2 140 m  | 1'14"8 |
| 1986  | Utah Bulwark (sv)    | F.7                  | Suède                | Utah IX              | Stig H. Johansson     | Grades Singing       | Hallon Brunn         | 2 140 m  | 1'14"3 |
| 1985  | Minou du Donjon      | M.7                  | France               | Quioco               | Olle Goop             | Ellizar H.           | Noble Atout          | 2 140 m  | 1'15"4 |
| 1984  | The Onion (sv)       | M.5                  | Suède                | Quick Pay            | Stig H. Johansson     | Legolas              | Shane T. Hanover     | 2 140 m  | 1'14"8 |
| 1983  | Legolas (sv)         | H.5                  | Suède                | Glasgow              | Thomas Nilsson        | Snack Bar            | Idéal du Gazeau      | 2 140 m  | 1'14"6 |
| 1982  | Idéal du Gazeau      | M.8                  | France               | Alexis III           | Eugène Lefèvre        | Nino Blazing         | Keystone Patriot     | 2 140 m  | 1'15"6 |
| 1981  | Idéal du Gazeau      | M.7                  | France               | Alexis III           | Eugène Lefèvre        | Mustard              | Dartster F           | 2 140 m  | 1'18"4 |
| 1980  | Express Gaxe (sv)    | M.6                  | Suède                | Express Rodney       | Gunnar Axelryd        | Lionel Minbar        | Ianthin              | 2 140 m  | 1'15"  |
| 1979  | Hadol du Vivier      | M.6                  | France               | Mitsouko             | Jean-René Gougeon     | Petite Evander       | Tarok                | 2 140 m  | 1'15"5 |
| 1978  | Charme Asserdal      | F.5                  | Suède                | Train Bloc           | Heikki Korpi          | Express Gaxe         | Petite Evander       | 2 140 m  | 1'16"9 |
| 1977  | Micko Tilly          | M.7                  | Suède                | Frances Nibs         | Olle Lindqvist        | Opal H               | Duke Iran            | 2 640 m  | 1'16"3 |
| 1976  | Dinès P              | F.6                  | France               | Seddouk              | Michel Feuillet       | Arbont               | Clissa               | 2 620 m  | 1'18"9 |
| 1975  | épreuve non disputée | épreuve non disputée | épreuve non disputée | épreuve non disputée | épreuve non disputée  | épreuve non disputée | épreuve non disputée |          |        |
| 1974  | Knabe (sv)           | M.8                  | Suède                | Freund Werner        | Olle Goop (sv)        | Air France           | Lyon                 | 2 600 m  | 1'18"6 |
| 1973  | Bill D               | M.6                  | France               | Kerjacques           | André-Louis Dreux     | Atout du Moulin      | Emter W              | 2 620 m  | 1'17"8 |
| 1972  | Lyon (sv)            | M.8                  | Suède                | Go                   | Olle Elfstrand (sv)   | Flight Chap          | Big Lama             | 2 600 m  | 1'21"3 |
| 1971  | Harper Arrow         | M.                   | Suède                | Captain Rodney       | Lennart Stjernlöf     | Unor                 | Flight Chap          | 2 600 m  | 1'21"  |
| 1970  | Lyon                 | M.6                  | Suède                | Go                   | Olle Elfstrand        | IS                   | Un Gaillard          | 2 600 m  | 1'20"4 |
| 1969  | Fairland             | M.                   | Suède                | Gay Noon             | Uno Swed              | Toréador II          | Near Me              | 2 600 m  | 1'21"2 |
| 1968  | Pulemjot             | M.                   | Suède                | Minjon               | Stig H. Nilsson       | Monte Hill           | Golden Will          | 2 600 m  | 1'19"8 |
| 1967  | Lill Mavil           | F.                   | Suède                | Volant Lad           | Svenning Eriksson     | Rodney Key           | Big Lama             | 2 600 m  | 1'24"  |
| 1966  | Orlof                | M.                   | Suède                | Hermès D             | Algot Scott           | Moneymaker           | Rodney Key           | 2 600 m  | 1'19"9 |